# Georg Christian Unger
Georg Christian Unger (Bayreuth, 25 maggio 1743 – Berlino, 20 febbraio 1799) è stato un architetto tedesco.

## Biografia

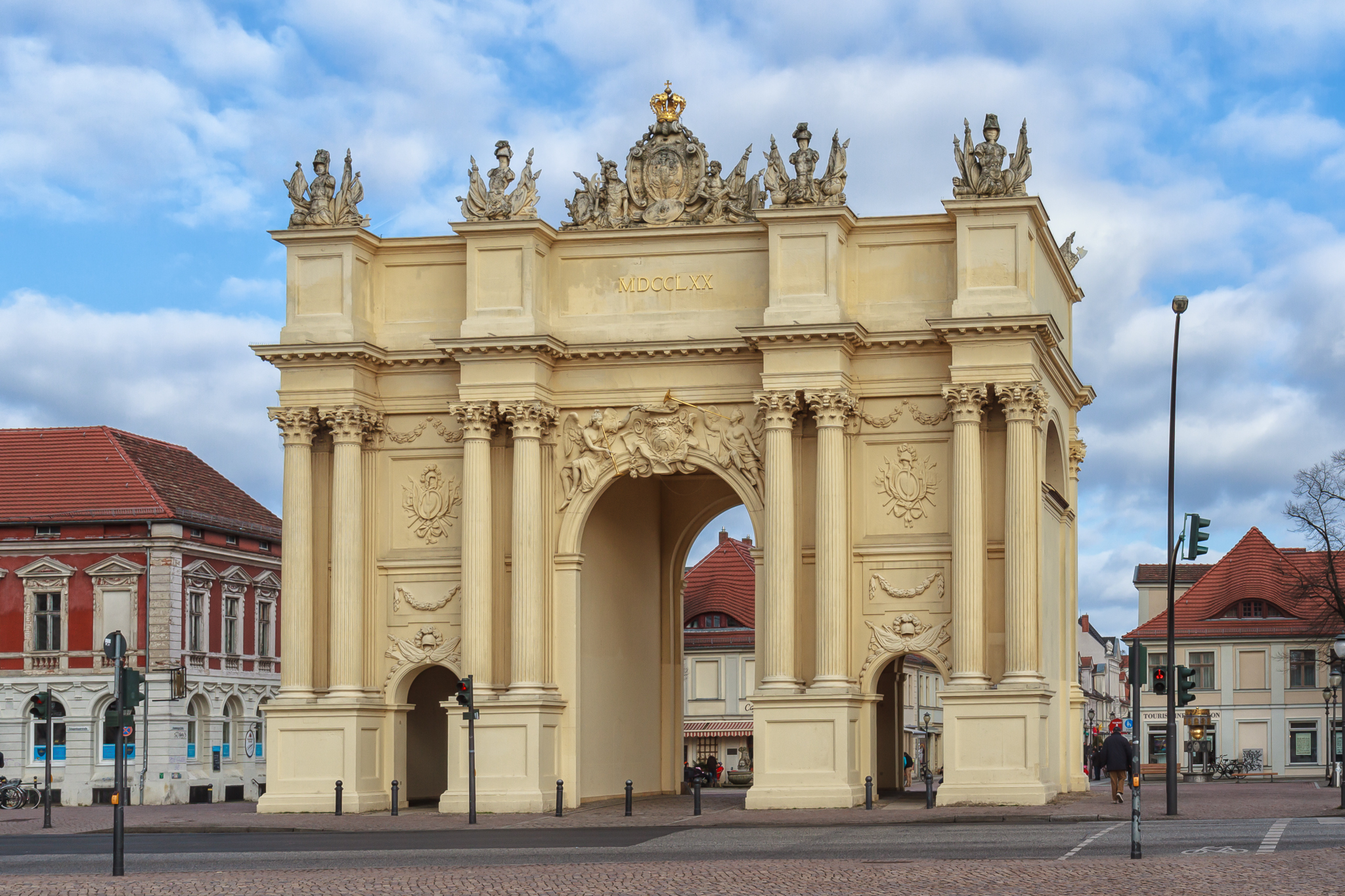
La Porta di Brandeburgo a Potsdam

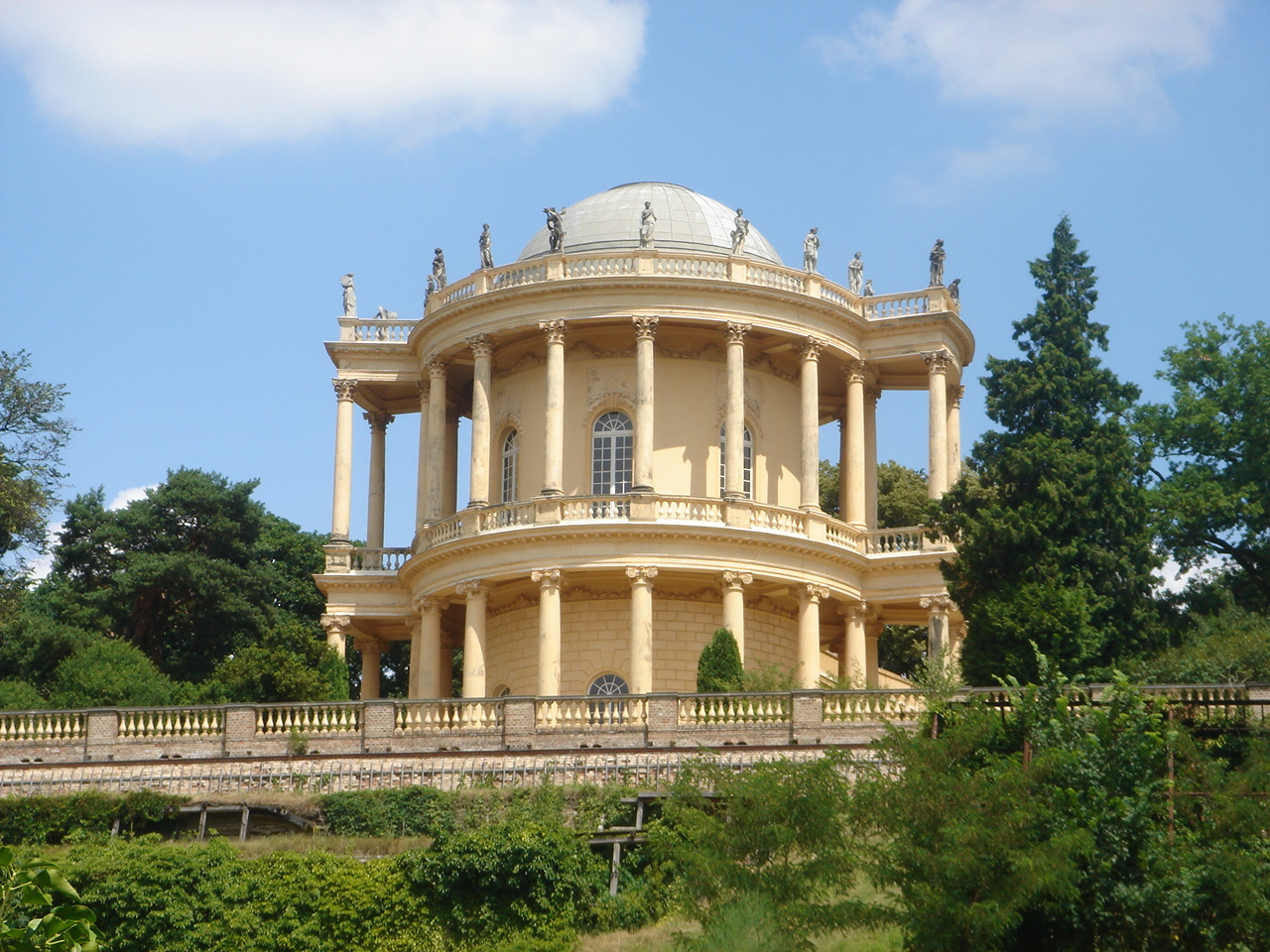
Belvedere sul Klausberg

Fu allievo e collaboratore di Carl von Gontard.
Produsse circa 260 progetti di fabbricati, gran parte dei quali realizzò egli stesso. Dalle esigenze di Federico II di Prussia egli sviluppò un nuovo tipo di costruzioni: il palazzo di città, una dimora borghese con la grazia di un palazzo. Anche a Berlino Unger realizzò un gran numero di edifici: ben 40 sull'Unter den Linden, 13 palazzi sulla Gendarmenmarkt ed oltre 40 sulla Leipziger Straße.

## Opere (parziale)
- Le case di Hiller-Brandtsche a Potsdam (1769)
- Porta di Brandeburgo a Potsdam (Lato esterno, quello verso il centro della città fu progettato da Carl von Gontard, 1770)
- Belvedere sul Klausberg a Potsdam (1770–1772)
- Chiesa ad Eiche (1771)
- Nuova Camera, vicino al Mulino storico di Sanssouci,  Potsdam (1771–1775)
- Alte Bibliothek  sulla Bebelplatz a Berlino (1775–1780, ricostruita nel periodo 1963–1969)
- Nuova costruzione della Casa dei cadetti a Berlino (1776–1779)
- Torri del Deutscher Dom e del Französischer Dom a Berlino (insieme a Carl von Gontard, 1780–1785)
- Copertura della Langer Stall a Potsdam (1781)
- Ponti per la caccia con colonnate a Berlino (1782)
- Edificio dell'Antica Posta a Potsdam (1783–1784)
- "Casa con 99 teste di pecora", sulla Alexanderplatz a Berlino (1783, demolita nel 1927)